# James Arness
James King Arness, ursprungligen Aurness, född 26 maj 1923 i Minneapolis, Minnesota, död 3 juni 2011 i Brentwood, Los Angeles, Kalifornien, var en amerikansk skådespelare.

## Biografi
James Arness är känd som den hårdföre Zebulon "Zeb" Macahan i TV-serien Familjen Macahan. Att han i rollen som Zeb haltar är inte menat eller "spelat"; han blev skadad under en eldstrid i Anzio i Italien under andra världskriget och benet läkte inte ihop korrekt. Han är även känd för att i mer än 600 avsnitt gestaltat rollen som sheriff Matt Dillon i TV-serien Krutrök mellan åren 1955 och 1975. Arness medverkade genom åren i en stor mängd västernfilmer.
James Arness var son till Rolf Aurness (1894–1982), som hade norskt ursprung, och Ruth Duesler (1899-1986), som hade tyskt ursprung. Hans bror var skådespelaren Peter Graves, mest känd från På farligt uppdrag.

## Filmografi i urval
- Katrin gör karriär (1947; The Farmer's Daughter)
- Katrin gör karriär (1947; The Farmer's Daughter)
- På främmande mark (1949; Battleground)
- Revolverns lag (1952; Horizons West)
- Den fruktade ligan (1953; Lone Hand)
- SOS – vi nödlandar (1953)
- Bagdads erövrare (1953; The Veils of Bagdad)
- Hondo (1953; Hondo)
- Hennes tolv män (1954; Her Twelve Men)
- Spindlarna (1954; Them)
- Jagad jägare (1955; Many Rivers to Cross)
- Jakten över havet (1955; The Sea Chase)
- Krutrök (1955-1975; Gunsmoke) (TV-serie)
- Familjen Macahan (1976-1979; How the West Was Won) (TV-serie)
- Alamo: Tretton dagar till äran (1987; The Alamo: Thirteen Days to Glory) (TV-film)
- Gunsmoke – Return to Dodge (1987) (TV-film)
- Gunsmoke – The last apache (1990) (TV-film)
- Gunsmoke – To the last man (1992) (TV-film)
- Gunsmoke – The long ride (1993) (TV-film)
- Gunsmoke – One man's justice (1994) (TV-film)